# Gahwanya
Gahwanya är ett vattendrag i Burundi.   Det ligger i provinsen Ngozi, i den norra delen av landet, 90 kilometer nordost om huvudstaden Bujumbura.
Omgivningarna runt Gahwanya är huvudsakligen savann. Runt Gahwanya är det tätbefolkat, med 427 invånare per kvadratkilometer.